# Comarque de Haro
La comarque de Haro, (La Rioja - Espagne) se situe dans la région Rioja Alta, de la zone de Vallée.

## Communes du secteur
- Ábalos
- Anguciana
- Briñas
- Briones
- Casalarreina
- Cellorigo
- Cidamón
- Cihuri
- Cuzcurrita de Río Tirón
- Foncea
- Fonzaleche
- Galbárruli
- Gimileo
- Haro
- Ochánduri
- Ollauri
- Rodezno
- Sajazarra
- San Asensio
- San Millán de Yécora
- San Torcuato
- San Vicente de la Sonsierra
- Tirgo
- Treviana
- Villalba de Rioja
- Zarratón

### Sources
- (es) Cet article est partiellement ou en totalité issu de l’article de Wikipédia en espagnol intitulé « Comarca de Haro » (voir la liste des auteurs).